# Afonso, prins af Beira
Dom Afonso de Santa Maria, prins af Beira, hertug af Barcelos (født 25. marts 1996 i Lissabon) med fornavnene Afonso de Santa Maria Miguel Gabriel Rafael, er den ældste søn af  Duarte 3. Pio, hertug af Braganza (født 1945) og Isabel, hertuginde af Braganza (født 1966). 
Da faderen Duarte 3. Pio er  portugisisk tronprætendent, så er Dom Afonso de Santa Maria titulær ”kronprins” af Portugal. 

## Familie
Dom Afonso har en yngre søster og en yngre bror. 
1. ↑  Navnet er anført på svensk og stammer fra Wikidata hvor navnet endnu ikke findes på dansk.